# Thrandina parocula
Thrandina parocula là một loài nhện trong họ Salticidae.
Loài này thuộc chi Thrandina. Thrandina parocula được Maddison miêu tả năm 2006.